# Too Far Gone?
Too Far Gone? è un singolo del gruppo musicale statunitense Metallica, pubblicato il 15 settembre 2023 come quinto estratto dall'undicesimo album in studio 72 Seasons.

## Tracce
Testi e musiche di James Hetfield e Lars Ulrich.
1. Too Far Gone? (Live at MetLife Stadium, East Rutherford, NJ, 08/06/2023) – 4:48
2. Too Far Gone? – 4:33

## Formazione
Hanno partecipato alle registrazioni, secondo le note di copertina di 72 Seasons:
Gruppo
- James Hetfield – chitarra, voce
- Lars Ulrich – batteria
- Kirk Hammett – chitarra
- Robert Trujillo – basso

Produzione
- Greg Fidelman – produzione, missaggio
- James Hetfield – produzione
- Lars Ulrich – produzione
- Jim Monti – ingegneria del suono
- Sara Lyn Killion – ingegneria del suono
- Jason Gossman – ingegneria del suono aggiuntiva, montaggio
- Dan Monti – montaggio
- Kent Matcke – assistenza all'ingegneria
- Bob Ludwig – mastering

## Classifiche
| Classifica (2023)                | Posizione massima |
| -------------------------------- | ----------------- |
| Stati Uniti (hard rock)          | 10                |
| Stati Uniti (mainstream rock)    | 1                 |
| Stati Uniti (rock & alternative) | 38                |